# پارورجو
پارورجو (به اسپانیایی: Parorjo) یک کوه است که در پرو واقع شده‌است. پارورجو ۴٬۸۹۱ متر بالاتر از سطح دریا واقع شده‌است.